# Groppendorf

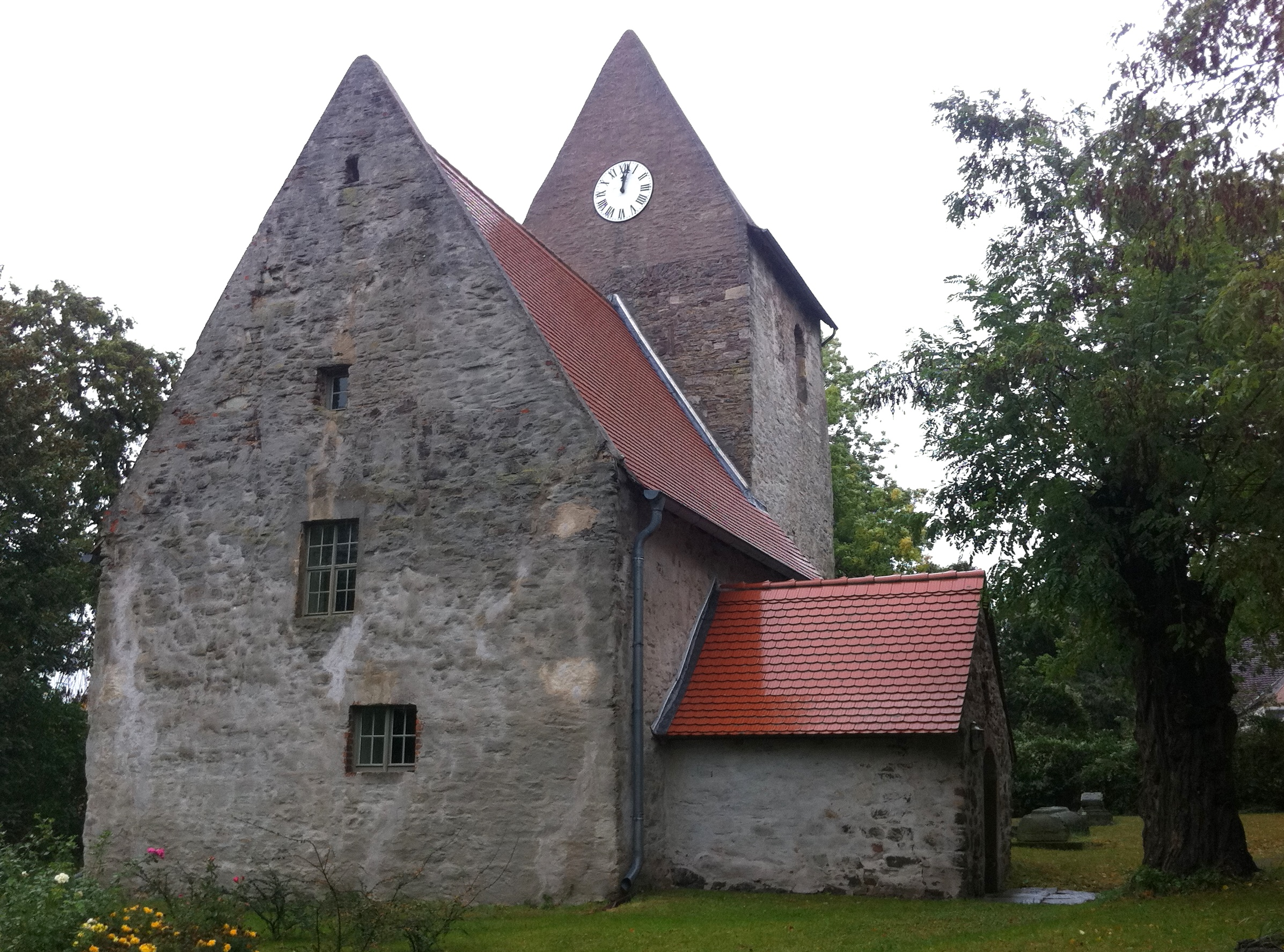
Sankt-Marien-Kirche

Groppendorf ist ein Ortsteil der Gemeinde Erxleben im Landkreis Börde in Sachsen-Anhalt. Der Ortsteil hatte am 31. Dezember 2014 110 Einwohner.

## Lage
Nördlich des Orts verläuft die Bundesautobahn 2, westlich liegt Hakenstedt.

## Geschichte
Groppendorf wurde 1112 als Grippendorf, um 1220 als Grependorp und im 14. Jahrhundert als Gropendorpe erwähnt. Die reichsfreien Edelherren von Meinersen waren hier begütert. Sie gaben um 1220 im Ort eine Hufe und einen Wald als Lehen an Otto von Glinde.
1910 lebten in der Landgemeinde Groppendorf 209, im Gutsbezirk Groppendorf 74 Einwohner. Am 30. September 1928 wurde der Gutsbezirk Groppendorf mit der Landgemeinde Groppendorf vereinigt. 1933 wurde im Ort die noch heute bestehende Freiwillige Feuerwehr gegründet. Am 1. Juli 1950 wurde Groppendorf nach Hakenstedt eingemeindet. Zum 1. Januar 2010 erfolgte die Eingemeindung nach Erxleben.

## Bauwerke
Im Ort steht die aus dem frühen 13. Jahrhundert stammende St. Marienkirche. Weitere denkmalgeschützte Gebäude sind der Bauernhof Dorfstraße 7 und der Veltheimsche Gutshof in der Dorfstraße 13, 15, der der Familie von Veltheim auf Schloss Harbke gehörte.

## Persönlichkeiten
In Groppendorf geboren wurde der Pädagoge und Heimatforscher Adolf Müller (1863–1919) sowie der Landschaftsmaler und Kunsterzieher Joachim Daerr (1909–1986). Der Schriftsteller Christian Karl Plato (1760–1799) war zeitweise als Kantor in Groppendorf tätig.